# Double Saison
Double Saison was een Belgisch-Nederlands bier, dat in de negentiende een twintigste eeuw werd gebrouwen in Luik en Maastricht. Begin eenentwintigste eeuw werd het korte tijd gebrouwen door een Belgische brouwerij in opdracht van de Maastrichtse brouwerijhuurder De Keyzer (2002-2016). Na 2016 gebeurde dit  in opdracht van Stichting Brouwerij Bosch onder de naam Saison de Maestricht.

## Achtergrond
Double Saison werd voor het eerst gebrouwen in 1881 door de Grand Brasserie de Vennes te Luik. Het bier kwam oorspronkelijk op de markt als Saison de Liège. In 1886 werd de brouwerij overgenomen door de familie Bosch, nakomelingen van Nicolaas Antoon Bosch. Er werd zowel een Simple Saison als een Double Saison gebrouwen. De familie Bosch, die reeds een brouwerij had in Maastricht, liet het bier dan zowel in Maastricht als in Luik brouwen in Stoombierbrouwerij De Keyzer (ook Brouwerij N.A. Bosch). De brouwerij in Luik werd in 1921 gesloten. Begin twintigste eeuw kwamen de ondergistende bieren (pils) erg op, ten koste van de bovengistende. Wanneer de productie van Double Saison in Maastricht werd stopgezet, is niet bekend.
Op basis van het oorspronkelijke recept werd het bier vanaf 2002 'nagebrouwen' door het in dat jaar te Maastricht opgerichte bedrijf Brouwerij De Keyzer. Achter het initiatief zaten enkele personen die reeds bekend waren met het brouwen van bier elders. Zoals alle bieren van Brouwerij De Keyzer, werden deze niet gebrouwen te Maastricht, maar bij een Belgische brouwer. In 2016 ging het bedrijf failliet.
De Stichting Brouwerij Bosch, die het historische brouwerijcomplex aan de Wycker Grachtstraat beheert, laat sinds het faillissement van De Keyzer een eigen "saison-bier" brouwen, eveneens gebaseerd op het historische recept, Saison de Maestricht genaamd.

## Het bier
Double Saison was een hooggistend barnsteenkleurig bier van het type saison met een alcoholpercentage van 6,5%. De naam "saison" (Frans voor seizoen) wijst erop dat het bier vroeger alleen in de wintermaanden gebrouwen werd om later in de zomer door seizoensarbeiders gedronken te worden. Het bier had een eigen glas, waarop een deel van het etiket stond afgebeeld.
De opvolger, Saison de Maestricht, is een blond bier van hoge gisting met nagisting op fles en een alcoholpercentage van 6%.